# Teatro del absurdo

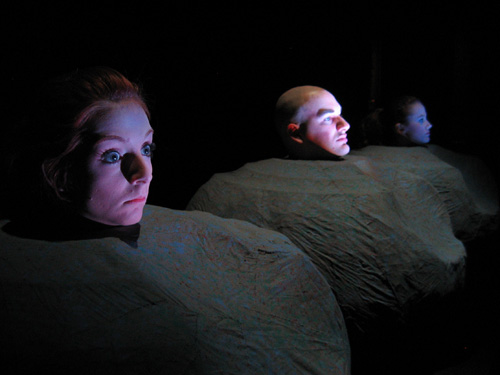
Play, de Beckett, en 2008.

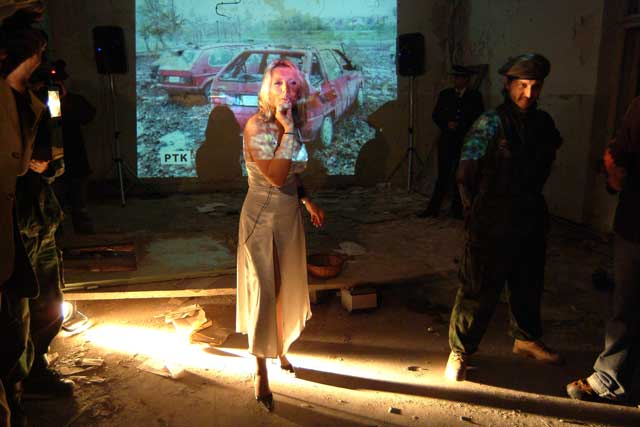
Homenaje a Pinter, 2006.

El teatro del absurdo abarca un conjunto de obras escritas por ciertos dramaturgos estadounidenses y europeos durante las décadas de 1940, 1950 y 1960 y, en general, el que surgió a partir de la obra de aquellos. Se caracteriza por tramas que parecen carecer de significado, diálogos repetitivos y falta de secuencia dramática que a menudo crean una atmósfera onírica. El teatro del absurdo tiene fuertes rasgos existencialistas y cuestiona la sociedad y al humano. A través del humor y la mitificación escondían una actitud muy exigente hacia su arte. La incoherencia, el disparate y lo ilógico son también rasgos muy representativos de estas obras en comunes. 
Muchos ven el Teatro del absurdo como una obra sin explicación lógica y sin sentido. Se resalta la incongruencia entre el pensamiento y los hechos al igual que la música, así como la incoherencia entre las ideologías y los actos. Los personajes tienen un gran obstáculo para expresarse y comunicarse entre ellos mismos constantemente. En las obras, definitivamente el decorado y las escenografías (al igual con los objetos y los accesorios utilizados) juegan un papel muy importante como contraste con el contenido de las mismas, porque presentan imaginariamente la realidad de los mensajes que se pretenden llevar. Se presenta todo en un marco de un mundo vacío y con objetos muy pesados que terminan dominando a los personajes. Toca temas muy importantes, relacionados, por ejemplo, con cuán susceptible se encontraba la civilización después de un gran conflicto bélico como lo fue la Segunda Guerra Mundial. Se percibe a través de sus personajes la desorganización que existía hasta en la manera de comunicarse unos a otros, donde muchas veces no había un punto de acuerdo entre todas las partes, pero sí un abuso de poder, donde los ricos y poderosos atropellaban a los más débiles y a los que menos posibilidades tenían para sobrevivir ante tanto caos y confusión. Lo interesante del teatro del absurdo es que no da las respuestas que esperamos, o las que creemos que vamos a esperar, sino que nos deja a nosotros la interpretación y el análisis de cada una de sus obras. El término «absurdo» proviene del uso de la misma palabra por los pensadores existencialistas como Albert Camus y Jean-Paul Sartre.

## Precedentes
Sus raíces pueden encontrarse en las obras de «moralidad alegórica» de la Edad Media y en los autos sacramentales (dramas religiosos alegóricos) de la España barroca, en la literatura del "no-sentido" de autores como Lewis Carroll, en las obras de ensueño de Strindberg y las novelas de James Joyce y Franz Kafka, en el drama grotesco de Alfred Jarry; y en las farsas fráticas de Georges Feydeau; obras que tuvieron como continuadores directos al movimiento dadaísta y al surrealismo de los años 1920 y 1930. Una de las fuentes teóricas más potentes del teatro del absurdo fue El teatro y su doble, obra originalmente publicada en 1938 de Antonin Artaud, creador del estilo del teatro de la crueldad.

## Origen
El término fue acuñado por Martin Esslin cuando escribió El teatro del absurdo (1961). El libro fue llamado «el texto más influyente en el teatro en la década de los 60's» . En la primera edición de su libro, Esslin presentó a los cuatro escritores que definieron el movimiento: Samuel Beckett, Arthur Adamov, Eugène Ionesco, y Jean Genet. En ediciones futuras, agregó a Harold Pinter. Esslin se basó en los ensayos filosóficos de Albert Camus para describir las características del teatro del absurdo.
Surge en el siglo xx. Los autores comenzaron a aglutinarse bajo la etiqueta de lo absurdo como una forma de acuerdo frente a la ansiedad, lo salvaje y la duda en medio de un universo inexplicable y recayeron en la metáfora poética como un medio de proyectar sus más íntimos estados. Es por ello que las imágenes del teatro absurdo tienden a asumir la calidad de la fantasía, el sueño y la pesadilla, sin interesarle tanto la aparición de la realidad objetiva como la percepción emocional de la realidad interior del autor.
Así, por ejemplo, la obra Días felices de Beckett (1961) expresa una generalizada ansiedad del hombre sobre la aproximación de la muerte, a través de la imagen concreta de una mujer hundida hasta la cintura en el suelo en el primer acto y hasta el cuello en el segundo, mientras que en El rinoceronte de Ionesco (1960) se muestra la ansiosa preocupación acerca del esparcimiento de las inhumanas tendencias totalitarias mostrando a la población de una ciudad transformándose en salvajes paquidermos. 
Entre los principales dramaturgos del teatro del absurdo se cuentan René Marques, Fritz Hochwälder, Alfred Jarry, Antonin Artaud, Virgilio Piñera, Eugène Ionesco, Samuel Beckett, Georges Schehadé, Jean Genet, Tom Stoppard, Arthur Adamov, Harold Pinter, Slawomir Mrozek, Mijail Volojov, Miguel Mihura, Fernando Arrabal y Arístides Vargas. Algunas obras representativas son: Esperando a Godot, de Beckett y El rinoceronte, de Ionesco, o de este último también La cantante calva. Fuera del teatro: algunas de las películas de Luis Buñuel podrían catalogarse de absurdistas, si bien la clasificación es discutible.
El ensayo de Martín Esslin publicado en 1961, donde la expresión teatro del absurdo se vuelve célebre, define este tipo de dramaturgia analizándola a la luz de los escritos de Albert Camus, y particularmente del Mito de Sísifo, que se refieren a lo absurdo del ser.
Para Esslin los principales dramaturgos del movimiento son Eugène Ionesco, Samuel Beckett, Jean Genet y Arthur Adamov, aun si cada uno de estos autores tiene preocupaciones y estilos muy personales que sobrepasan el término absurdo.
Geográficamente, el origen del teatro del absurdo está situado en el París vanguardista, en los teatros de bolsillo de la ribera izquierda de Sena y precisamente del Barrio Latino. Sin embargo, entre los representantes de este movimiento que viven en Francia, pocos son franceses.

## Dramaturgo del absurdo
La literatura del absurdo da muestra de la filosofía del dramaturgo de la cual Beckett es uno de los máximos representantes. Aunque más bien a Beckett se le relaciona con el Teatro del absurdo donde la tragedia y la comedia chocan en una ilustración triste de la condición humana y la absurdidad de la existencia. El dramaturgo del absurdo viene a ser un investigador para el cual el orden, la libertad, la justicia, la psicología y el lenguaje no son más que una serie de sucesivas aproximaciones a una realidad ambigua, inasible y decepcionante. El dramaturgo del absurdo desmantelará el viejo universo cartesiano y su manifestación escénica.
Un autor contemporáneo exponente del absurdo es José Sanchís Sinisterra (España).

## Características generales
El teatro del absurdo busca romper con las categorías aristotélicas, por lo que uno de los cambios más importantes se presenta en la acción a través de cuatro elementos diferentes: la transformación repentina del personaje, la intensificación progresiva de la situación inicial, la inversión del principio de causalidad (las causas producen efectos contrarios a los que cabría esperar) y el énfasis rítmico o emocional para crear una impresión de desenlace.
Otra aportación innovadora del teatro del absurdo es la repetición como forma de progresión: su función cambia cada vez que una frase o un sonido se repite ("¡Qué curioso, qué extraño y qué coincidencia!" que repiten los Mártin en La cantante calva).
En cuanto a los personajes, ya no son caracteres: pierden su individualidad y se presentan como un conjunto. El teatro del absurdo es antipsicologista, por lo que no se mantiene la complejidad y riqueza psicológica del teatro anterior. Los personajes de este tipo de teatro no parecen tener una función aparente, aunque, al final, el lector puede observar una evolución del personaje.